# بالون ماغديبورغ

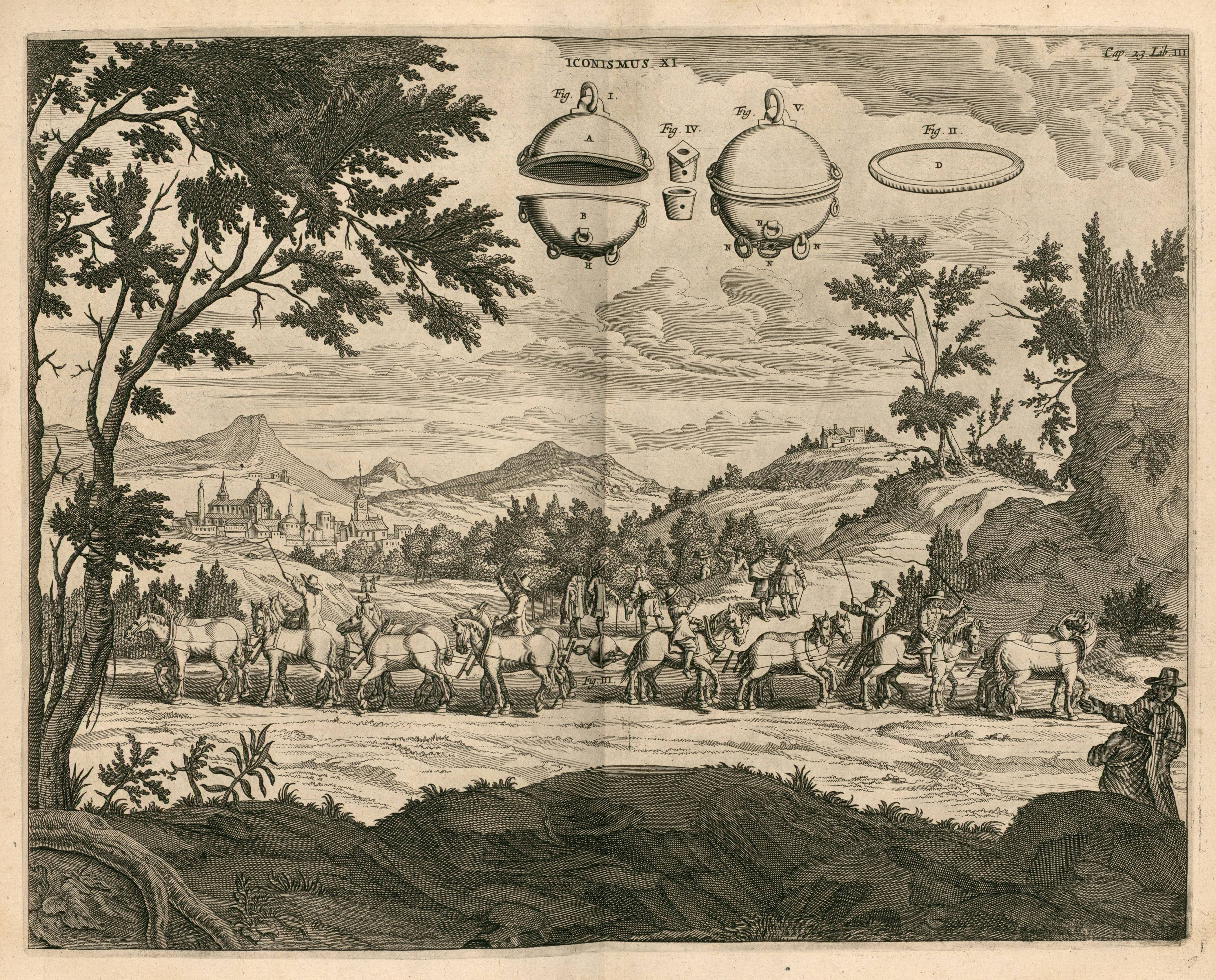
بالون ماغديبورغ كما صوره كاسبر سكوت

بالون ماغديبورغ (بالإنجليزية: Magdeburg hemispheres)‏، هي عبارة عن نصفي كرة نحاسية كبيرة لها حواف وتوضع بين حوافها حلقة مطاطية لمنع التسريب عندما يتم تفريغ الهواء من داخلها مما يصعب فصل نصفي الكرة عن بعضهما حتي باستخدام ستة عشر حصانا ثمانية من كل جهة.العالم أوتو فون غيريكه هو من قام بهذه التجربة في ماغديبورغ في ألمانيا في عام 1657 وقد حسب أوتو القوة المطلوبة لفصل نصفي الكرة عن بعضهما وهي 2700 باوند وذلك عن طريق قانون الضغط F=PxA حيث ان F هي القوة الطلوبة لفصل نصفي الكرة, P هي فرق الضغط بين ضغط الهواء الجوي والضغط داخل نصفي الكرة, A هي مساحة سطح الكرة.
الطريف أن أوتو وضع بلف صغير في احدي نصفي الكرة وعند فتح هذا البلف يتسرب الهواء داخل الكرة مرة أخرى فتنفصل نصفي الكرة من تلقاء نفسها بسهولة شديدة وذلك بسبب تعادل الضغط داخل وخارج الكرة.

## تسمية أخرى
نصفا كرة ماغديبورغ هي تجربة قام بها العالم أوتو فون غيريكه عام 1657 في مدينة ماغديبورغ في ألمانيا وبهذه التجربة أثبت ان للهواء ضغطا في جميع الاتجاهات.

## التجربة
استعمل فيها نصفي كرة قطرها (45سم) صنعها مجكما بحيث إذا أطبق النصفان بعضها على بعض أحكم غلقهما فلا يتسرب الهواء إلى داخل الكرة وكما يمكن تفريغها من الهواء بصنبور محكم فيها فبعد تفريغها من الهواء وغلق الصنبور وجد انه يحتاج لقوة ثمان قدرة حصانية تسحب على كل جانبي الكرة للتغلب على ضغط الهواء وفصل نصفي الكرة بعضها عن بعض.